# Danh sách câu lạc bộ bóng đá ở Nhật Bản
Đây là danh sách các câu lạc bộ bóng đá ở Nhật Bản.

## Giải bóng đá Chuyên nghiệp Nhật Bản (J.League)

### J1 League
18 câu lạc bộ:
- Kashima Antlers
- Shonan Bellmare
- Cerezo Osaka
- Consadole Sapporo
- Yokohama F. Marinos
- Kawasaki Frontale
- Gamba Osaka
- Nagoya Grampus
- Júbilo Iwata
- Urawa Red Diamonds
- Shimizu S-Pulse
- Sagan Tosu
- Sanfrecce Hiroshima
- FC Tokyo
- Oita Trinita
- Vegalta Sendai
- Vissel Kobe
- Matsumoto Yamaga

### J2 League
22 câu lạc bộ:
- Albirex Niigata
- Omiya Ardija
- Avispa Fukuoka
- Ehime FC
- Fagiano Okayama
- FC Gifu
- Mito HollyHock
- JEF United Chiba
- Kagoshima United
- Montedio Yamagata
- Renofa Yamaguchi
- Kashiwa Reysol
- FC Ryukyu
- Kyoto Sanga
- Tochigi SC
- V-Varen Nagasaki
- Ventforet Kofu
- Tokyo Verdy
- Tokushima Vortis
- Yokohama FC
- Machida Zelvia
- Zweigen Kanazawa

### J3 League
15 câu lạc bộ và 3 đội U-23:
- Azul Claro Numazu
- Blaublitz Akita
- U-23 Cerezo Osaka
- Fukushima United
- Gainare Tottori
- U-23 Gamba Osaka
- Giravanz Kitakyushu
- Iwate Grulla Morioka
- Kamatamare Sanuki
- Kataller Toyama
- Fujieda MYFC
- Nagano Parceiro
- Roasso Kumamoto
- SC Sagamihara
- Thespakusatsu Gunma
- U-23 FC Tokyo
- Vanraure Hachinohe
- YSCC Yokohama

## Japan Football League (JFL)
Hạng đấu cao nhất của các giải nghiệp dư, nơi một vài câu lạc bộ cố gắng lên J. League trong tương lai gần thông qua hệ thống thành viên liên kết. Chẳng hạn như những đội đánh dấu (A) trong ngoặc.
16 câu lạc bộ:
- Honda FC*
- Honda Lock*
- FC Imabari (A)
- Maruyasu Okazaki*
- Matsue City
- Mio Biwako Shiga
- Nara Club (A)
- FC Osaka
- ReinMeer Aomori
- Ryutsu Keizai Dragons Ryugasaki (Đại học)
- Sony Sendai*
- Tegevajaro Miyazaki
- Tokyo Musashino City (A)
- Suzuka Unlimited
- Veertien Mie
- Verspah Oita

## Regional Leagues (mùa giải 2019)

### Hokkaidō League
- Iwamizawa Hokushukai (Iwamizawa, Hokkaido)
- Nippon Express* (Sapporo, Hokkaido)
- Nippon Steel & Sumitomo Metal Muroran* (Muroran, Hokkaido)
- Norbritz Hokkaido (Sapporo, Hokkaido)
- R. Supelbe Kushiro (Kushiro, Hokkaido)
- Sapporo F.C. (Sapporo, Hokkaido)
- Hokkaido Tokachi Sky Earth (Obihiro, Hokkaido)
- Toyota Motor Hokkaido* (Tomakomai, Hokkaido)

### Tōhoku League

#### Hạng 1
- Blancdieu Hirosaki (Hirosaki, Aomori)
- Akita Cambiare (Akita, Akita)
- Cobaltore Onagawa (Onagawa, Miyagi)
- Fuji Club 2003 (Hanamaki, Iwate)
- Ganju Iwate (Hachimantai, Iwate)
- Iwaki FC (Iwaki, Fukushima)
- Nippon Steel & Sumitomo Metal Kamaishi* (Kamaishi, Iwate)
- FC Primeiro (Fukushima prefecture)
- Saruta Kōgyō* (Akita, Akita)
- Morioka Zebra (Morioka, Iwate)

#### Hạng 2

##### Bắc
- Akita University Faculty of Medicine (Akita, Akita) (Đại học)
- Gonohe SC (Gonohe, Aomori)
- Hokuto Bank* (Akita, Akita)
- Iwate Club (Iwate, Iwate)
- Lascivo Aomori (Aomori Prefecture)
- Mizusawa Club (Ōshū, Iwate)
- North Asia University (Akita, Akita) (Đại học)
- Nu Pere Hiraizumi Maezawa (Hiraizumi, Iwate)
- Ōmiya Club (Morioka, Iwate)
- TDK Shinwakai* (Nikaho, Akita)

##### Nam
- Bandits Iwaki (Iwaki, Fukushima)
- Iwaki Furukawa (Iwaki, Fukushima)
- F.F.C. Matsushita (Fukushima, Fukushima)
- Merry (Fukushima, Fukushima)
- Mikawa SC (Mikawa, Yamagata)
- Oyama Club (Tsuruoka, Yamagata)
- Ricoh Industry Tohoku* (Shibata, Miyagi)
- Sendai Sasuke (Sendai, Miyagi)
- FC.Sendai.Univ (Shibata, Miyagi) (Đại học)
- Shichigahama SC (Shichigahama, Miyagi)

### Kantō League (KSL)

#### Hạng 1
- Briobecca Urayasu (Urayasu, Chiba)
- Hitachi Building Systems* (Nishi-ku, Saitama, Saitama)
- Joyful Honda Tsukuba (Tsukuba, Ibaraki)
- Ryutsu Keizai University (Ryūgasaki, Ibaraki) (Đại học)
- Yokohama Takeru (Yokohama, Kanagawa)
- Tochigi City (Tochigi, Tochigi) (A) Renamed from "Tochigi Uva".
- Tokyo 23 (Special wards of Tokyo)
- Tokyo United (Bunkyō, Tokyo)
- TUY (Aoba-ku, Yokohama, Kanagawa) (Đại học)
- Vonds Ichihara (Ichihara, Chiba)

#### Hạng 2
- Criacao Shinjuku (Shinjuku, Tokyo)
- Esperanza SC (Yokohama, Kanagawa)
- Identy Mirai (Tsukubamirai, Ibaraki)
- Kanagawa Prefecture Teachers (Kanagawa Prefecture)
- Saitama SC (Saitama, Saitama)
- Toho Titanium* (Chigasaki, Kanagawa)
- Tokyo International University (Sakado, Saitama) (Đại học)
- Tonan Maebashi (Maebashi, Gunma) (A)
- Vertfee Takahara Nasu (Yaita, Tochigi)
- Waseda University A.F.C. (Nishitōkyō, Tokyo) (Đại học) Renamed from "Waseda United".

### Hokushin'etsu League (HFL)

#### Hạng 1
- Artista Asama (Tōmi, Nagano)
- Fukui United (Awara, Fukui) Renamed from "Saurcos Fukui".
- Ueda Gentian (Ueda, Nagano)
- FC Hokuriku (Kanazawa, Ishikawa) (Đại học)
- Japan Soccer College (Seirō, Niigata) aka. College of Upward Players in Soccer (CUPS)
- '05 Kamo FC (Kamo, Niigata) (Đại học)
- Sakai Phoenix (Sakai, Fukui)
- Toyama Shinjo Club (Toyama, Toyama)

#### Hạng 2
- Antelope Shiojiri (Shiojiri, Nagano)
- Nagaoka Billboard (Nagaoka, Niigata)
- CUPS Seirō (Seirō, Niigata) (Japan Soccer College)
- Hokuriku University Futures (Kanazawa, Ishikawa) (Đại học)
- '09 Keidai FC (Kamo, Niigata) (Đại học)
- FC Matsucelona (Matsumoto, Nagano) (Đại học)
- Niigata University of Health and Welfare (Niigata, Niigata) (Đại học)
- Ono FC (Ōno, Fukui)

### Tōkai League

#### Hạng 1
- Chukyo University (Toyota, Aichi) (Đại học)
- Fujieda City Hall (Fujieda, Shizuoka)
- FC Gifu Second (Gifu, Gifu) (FC)
- FC. Ise-Shima (Shima, Mie)
- F.C. Kariya (Kariya, Aichi)
- Tokai Gakuen (Nagoya, Aichi) (Đại học)
- Toyota Shūkyūdan (Toyota, Aichi)
- Yazaki Valente (Shimada, Shizuoka)

#### Hạng 2
- Bonbonera Gifu (Chūnō, Gifu)
- Chukyo Univ. FC (Toyota, Aichi) (Đại học)
- Ogaki Kogans (Ōgaki, Gifu)
- Nagara Club (Gifu, Gifu)
- Nagoya Club (Nagoya, Aichi)
- Rivielta Toyokawa (Toyokawa, Aichi)
- Tokoha University Hamamatsu Campus (Hamamatsu, Shizuoka) (Đại học)
- Toyota Industries* (Kariya, Aichi)

### Kansai League

#### Hạng 1
- Arterivo Wakayama (Wakayama, Wakayama)
- Banditonce Kakogawa (Kakogawa, Hyōgo)
- Hannan University Club (Matsubara, Osaka) (Đại học)
- Kansai University 2008 (Suita, Osaka) (Đại học)
- Lagend Shiga (Moriyama, Shiga)
- Ococias Kyoto (Kyoto, Kyoto)
- St. Andrew's FC (Izumi, Osaka) (Đại học)
- Tiamo Hirakata (Hirakata, Osaka)

#### Hạng 2
- Biwako Seikei Sport College Hira (Ōtsu, Shiga) (Đại học)
- Easy 02 Akashi (Akashi, Hyōgo)
- Kandai Club 2010 (Osaka, Osaka)
- Laranja Kyoto (Kyoto, Kyoto)
- Takasago Mineiro (Takasago, Hyōgo)
- Porvenir Asuka (Kashihara, Nara)
- Renaiss Gakuen Kōka (Kōka, Shiga)
- Kyoto Shiko Club (Kyoto, Kyoto)

### Chūgoku League
- Baleine Shimonoseki (Shimonoseki, Yamaguchi)
- Hamada Cosmos (Hamada, Shimane)
- Fuji Xerox Hiroshima* (Hiroshima, Hiroshima)
- Harada Kogyo* (Fukuyama, Hiroshima)
- Hatsukaichi FC (Hatsukaichi, Hiroshima)
- SRC Hiroshima (Hiroshima, Hiroshima)
- International Pacific University (Okayama, Okayama) (Đại học)
- JXTG Nippon Oil & Energy Mizushima* (Kurashiki, Okayama)
- Mitsubishi Motors Mizushima* (Kurashiki, Okayama)
- NTN Okayama* (Bizen, Okayama)

### Shikoku League
- Kochi United (Kōchi, Kōchi)
- Koyo Sealing Techno* (Aizumi, Tokushima)
- KUFC Nankoku (Nankoku, Kōchi)
- Llamas Kochi (Kōchi, Kōchi)
- Niisho Club (Niihama, Ehime)
- R. Velho Takamatsu (Takamatsu, Kagawa)
- Tadotsu FC (Tadotsu, Kagawa)
- FC Tokushima (Tokushima, Tokushima)

### Kyūshū League (Kyu-League)
- Kaiho Bank (Naha, Okinawa)
- Kawazoe Club (Saga, Saga)
- Kumamoto Teachers (Kumamoto, Kumamoto)
- Kyushu Mitsubishi Motors* (Fukuoka, Fukuoka)
- Kyushu Sogo Sports College (Usa, Ōita)
- J.FC Miyazaki (Miyazaki, Miyazaki)
- NIFS Kanoya (Kanoya, Kagoshima) (Đại học)
- Nippon Steel & Sumitomo Metal Oita* (Ōita, Ōita)
- Okinawa SV (Uruma, Okinawa)
- Saga Lixil* (Kashima, Saga)